# Neufchâteau, Vosges
Neufchâteau là một xã trong vùng Grand Est, thuộc tỉnh Vosges, quận Neufchâteau, tổng Neufchâteau. Tọa độ địa lý của xã là 48° 21' vĩ độ bắc, 05° 41' kinh độ đông. Neufchâteau nằm trên độ cao trung bình là 289 mét trên mực nước biển, có điểm thấp nhất là 274 mét và điểm cao nhất là 373 mét. Xã có diện tích 23,81 km², dân số vào thời điểm 1999 là 7533 người; mật độ dân số là 316 người/km².

## Thông tin nhân khẩu
| 1793  | 1800  | 1806  | 1821  | 1831  | 1836  | 1841  | 1846  | 1851 |
| ----- | ----- | ----- | ----- | ----- | ----- | ----- | ----- | ---- |
| 2 831 | 2 700 | 2 972 | 3 209 | 3 524 | 3 645 | 3 509 | 3 760 | -    |

| 1856  | 1861  | 1866  | 1872  | 1876  | 1881  | 1886  | 1891  | 1896  |
| ----- | ----- | ----- | ----- | ----- | ----- | ----- | ----- | ----- |
| 3 609 | 3 623 | 3 793 | 3 776 | 3 920 | 4 162 | 4 340 | 4 048 | 4 164 |

| 1901  | 1906  | 1911  | 1921  | 1926  | 1931  | 1936  | 1946  | 1954  |
| ----- | ----- | ----- | ----- | ----- | ----- | ----- | ----- | ----- |
| 3 963 | 4 079 | 4 010 | 4 026 | 4 059 | 4 033 | 4 083 | 4 116 | 4 350 |

| 1962                                         | 1968  | 1975  | 1982  | 1990  | 1999  | 2007 | - | - |
| -------------------------------------------- | ----- | ----- | ----- | ----- | ----- | ---- | - | - |
| 4 527                                        | 7 971 | 8 741 | 8 343 | 7 803 | 7 533 | 7056 | - | - |
| Số liệu kể từ 1962 : dân số không tính trùng |       |       |       |       |       |      |   |   |

## Các thành phố kết nghĩa
- Hamm, Đức
- Miranda do Corvo, Bồ Đào Nha
- Smigiel, Ba Lan

## Nhân vật nổi tiếng
- Jeanne d’Arc, sinh tại Domrémy-la-Pucelle, trong quận Neufchâteau
- François de Neufchâteau, bộ trưởng Bộ Nội vụ (1797-1799).
- Étienne-François Dralet (1760-1844).

## Địa điểm tham quan
- Nhà thờ Saint-Nicolas
- Nhà thờ Saint Christophe
- Chapelle du Saint-Esprit
- Hôtel de Houdreville
- Hôtel de Malte